# Cour d'appel en Suède
Pour les autres articles nationaux ou selon les autres juridictions, voir cour d'appel.
En Suède, une cour d'appel (suédois : hovrätt) est un tribunal de deuxième instance pour les contentieux de droit civil et de droit pénal qui sont jugés en première instance dans les tribunaux de première instance (suédois : tingsrätt). Il peut être fait appel des décisions des cours d'appel auprès de la Cour suprême (suédois : högsta domstolen).
Pour les contentieux de droit administratif, il existe un système parallèle de tribunaux administratifs de première instance (suédois : förvaltningsrätt), cours administratives d'appel (suédois : kammarrrätt) ainsi qu'une Cour administrative suprême (suédois : högsta förvaltningsdomstolen).
Les cours d'appel sont aussi pour certaines d'entre elles les tribunaux de deuxième instance pour certaines cours spéciales.
Au 1er janvier 2013, la Suède comptait six cours d'appel.

## Cour d'appel de Svea

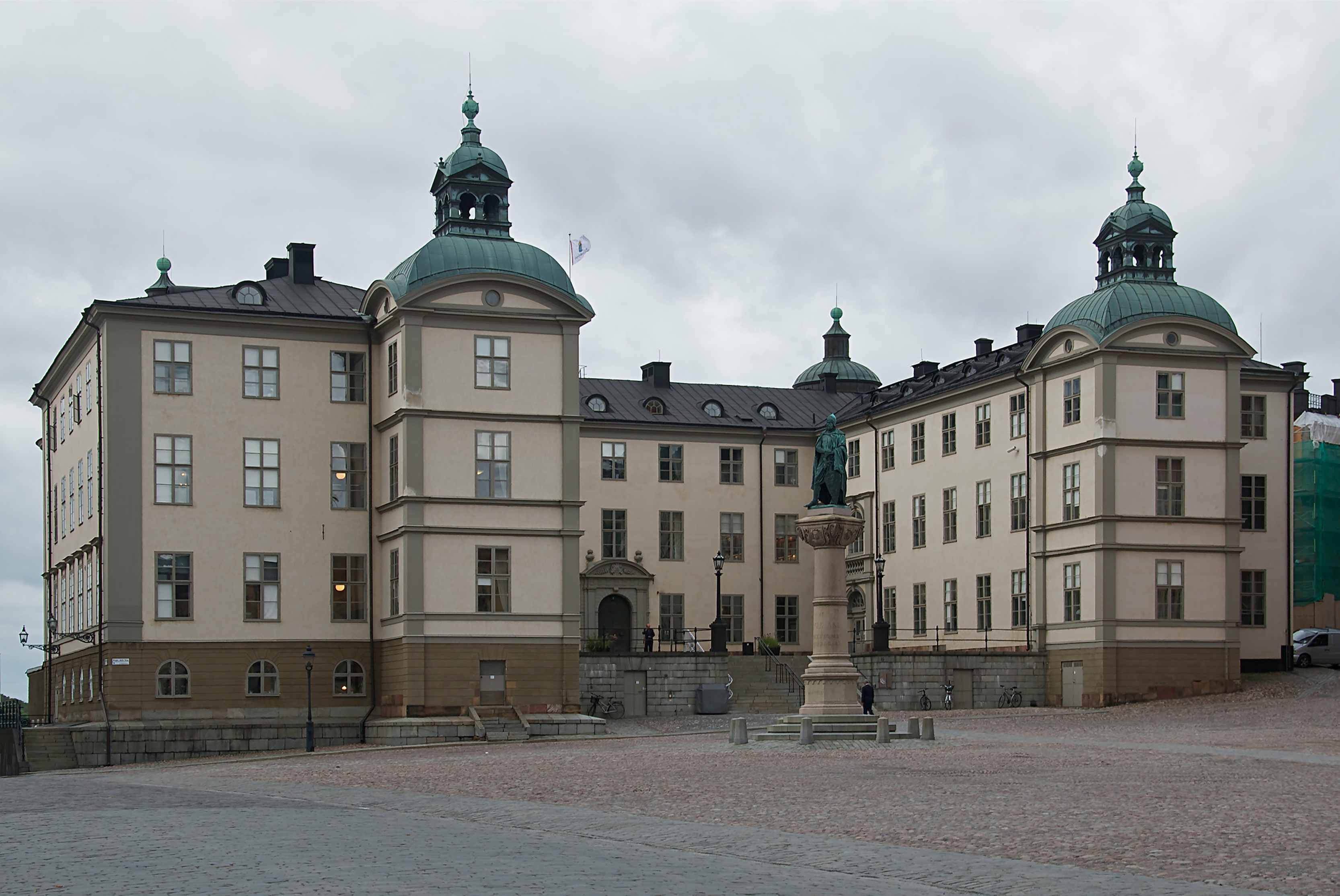
Le siège de la cour d'appel à Stockholm.

La cour d’appel de Svea a été créée en 1614.
Son siège se situe à Stockholm.
Elle couvre les comtés de Dalarna, Gotland, Stockholm, Södermanland, Uppsala et Västmanland.
Elle est la cour d'appel pour les tribunaux de première instance de :
- Attunda (Sollentuna)
- Eskilstuna
- Falun
- Gotland
- Mora
- Nacka
- Norrtälje
- Nyköping
- Solna
- Stockholm
- Södertälje
- Södertörn (Huddinge)
- Uppsala
- Västmanland

Le siège de la cour d'appel de Svea est le palais de Wrangel situé sur l'ilot Riddarholmen dans la vieille ville de Stockholm. La cour d'appel fait aussi usage d'autres bâtiments situés à proximité, notamment le palais de Stenbock, le palais de Hessenstein et le palais de Schering Rosenhane.

## Cour d'appel de Göta

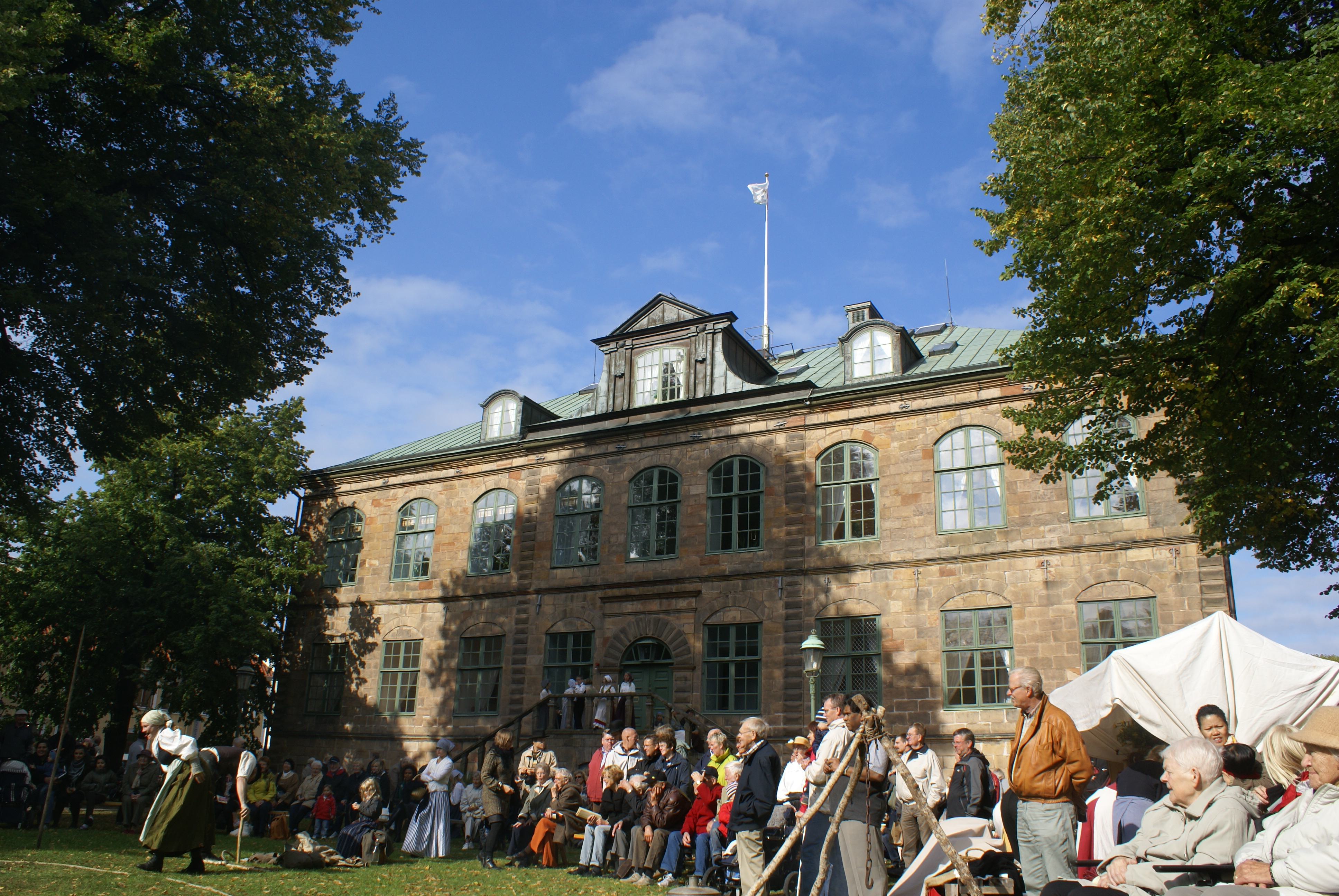
Le siège de la cour d'appel à Jönköping.

La cour d’appel de Göta a été créée en 1634.
Son siège se situe à Jönköping.
Elle couvre les comtés de Kalmar, Kronoberg, Jönköping, Östergötland, Örebro et une partie du comté de Västra Götaland.
Elle est la cour d'appel pour les tribunaux de première instance de :
- Eksjö
- Jönköping
- Kalmar
- Linköping
- Norrköping
- Skaraborg (Skövde)
- Växjö
- Örebro.

Le siège de la cour d'appel a ouvert ses portes en 1650. C'est le plus ancien siège d'une cour de justice en Suède.

## Cour d’appel de Scanie et Blekinge

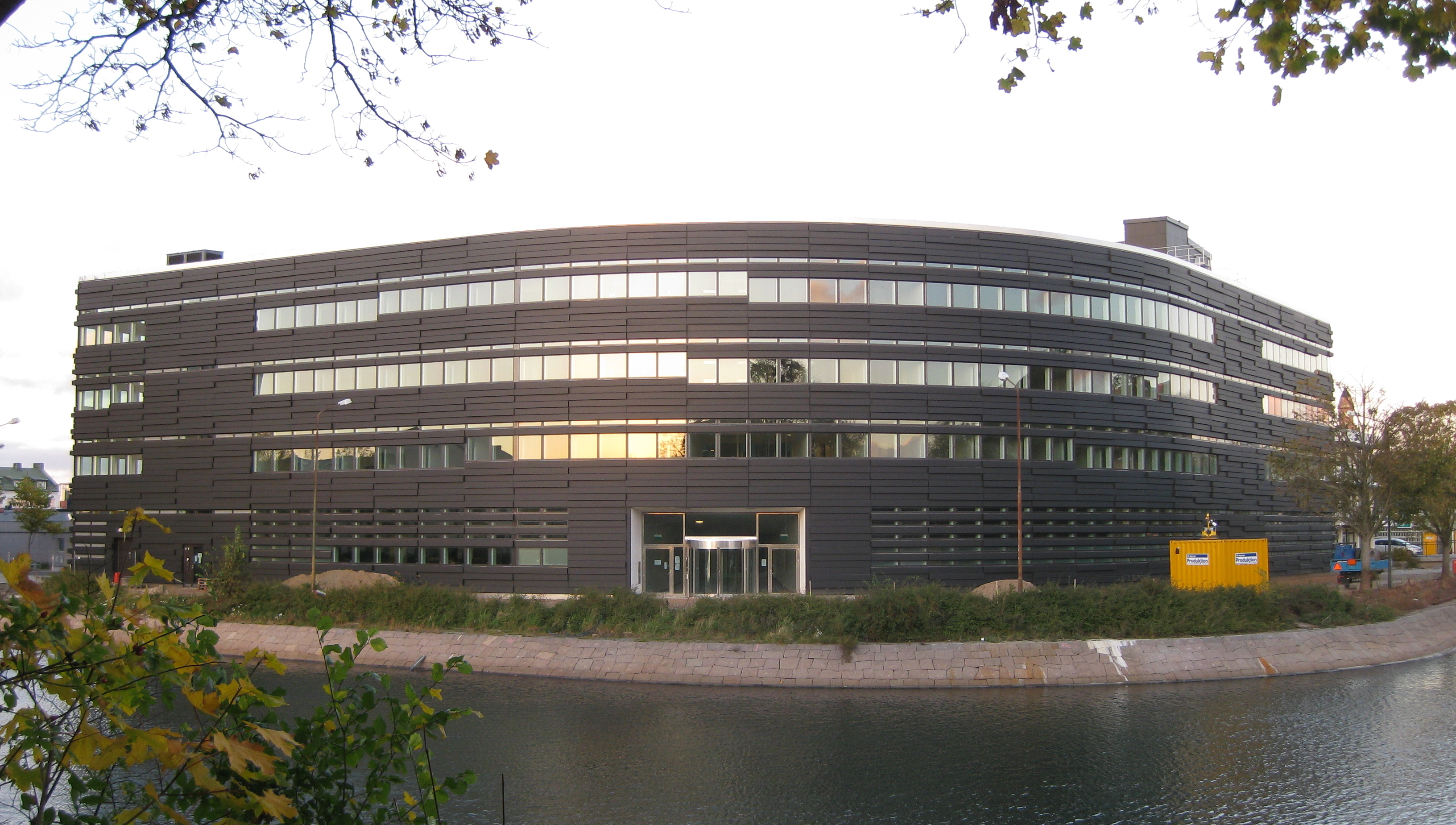
Le siège de la cour d'appel à Malmö.

La cour d’appel de Scanie et Blekinge a été créée en 1821.
Son siège se situe à Malmö.
Elle couvre les comtés de Scanie et Blekinge.
Elle est la cour d'appel pour les tribunaux de première instance de :
- Blekinge
- Helsingborg
- Hässleholm
- Kristianstad
- Lund
- Malmö
- Ystad

La cour d'appel de Scanie et Blekinge est inaugurée le 4 juillet 1821 par le prince héritier Oscar Ier. Son siège se situe alors à Kristianstad. Il déménage à Malmö en 1917, et c'est en 2009 que l'actuel bâtiment est inauguré.

## Cour d’appel de Suède-Occidentale

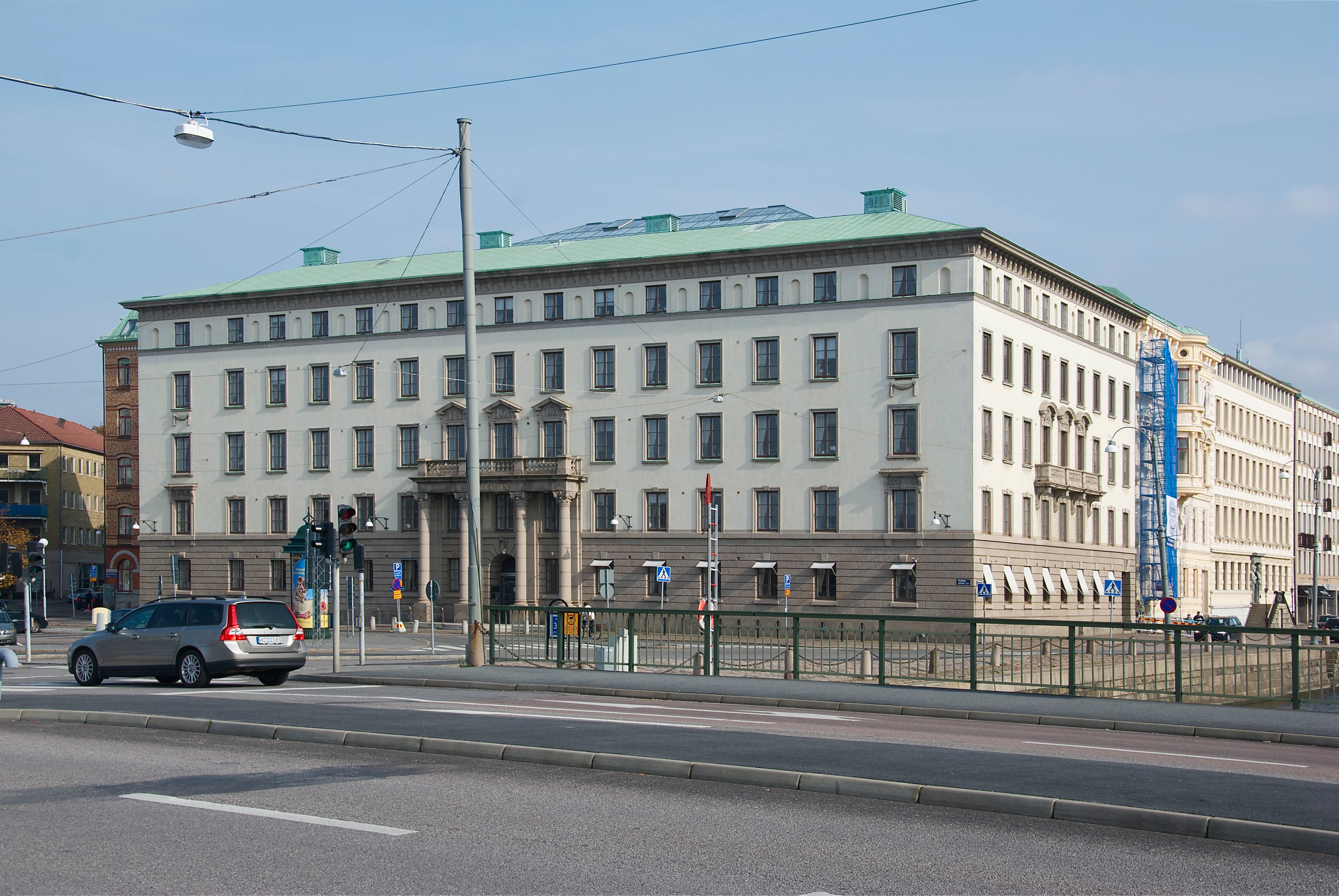
Le siège de la cour d'appel à Göteborg.

La cour d’appel de Suède-Occidentale a été créée en 1948.
Son siège se situe à Göteborg.
Elle couvre les comtés de Halland, Värmland et une partie du comté de Västra Götaland.
Elle est la cour d'appel pour les tribunaux de première instance de :
- Alingsås
- Borås
- Göteborg
- Halmstad
- Uddevalla
- Varberg
- Vänersborg
- Värmland

Le siège de la cour d'appel est depuis avril 1994 la maison Broströmia, située place Packhusplatsen dans le centre de Göteborg. Il s'agissait à l'origine du siège de la compagnie maritime Broström, aujourd'hui disparue. 

## Cour d’appel du Bas-Norrland

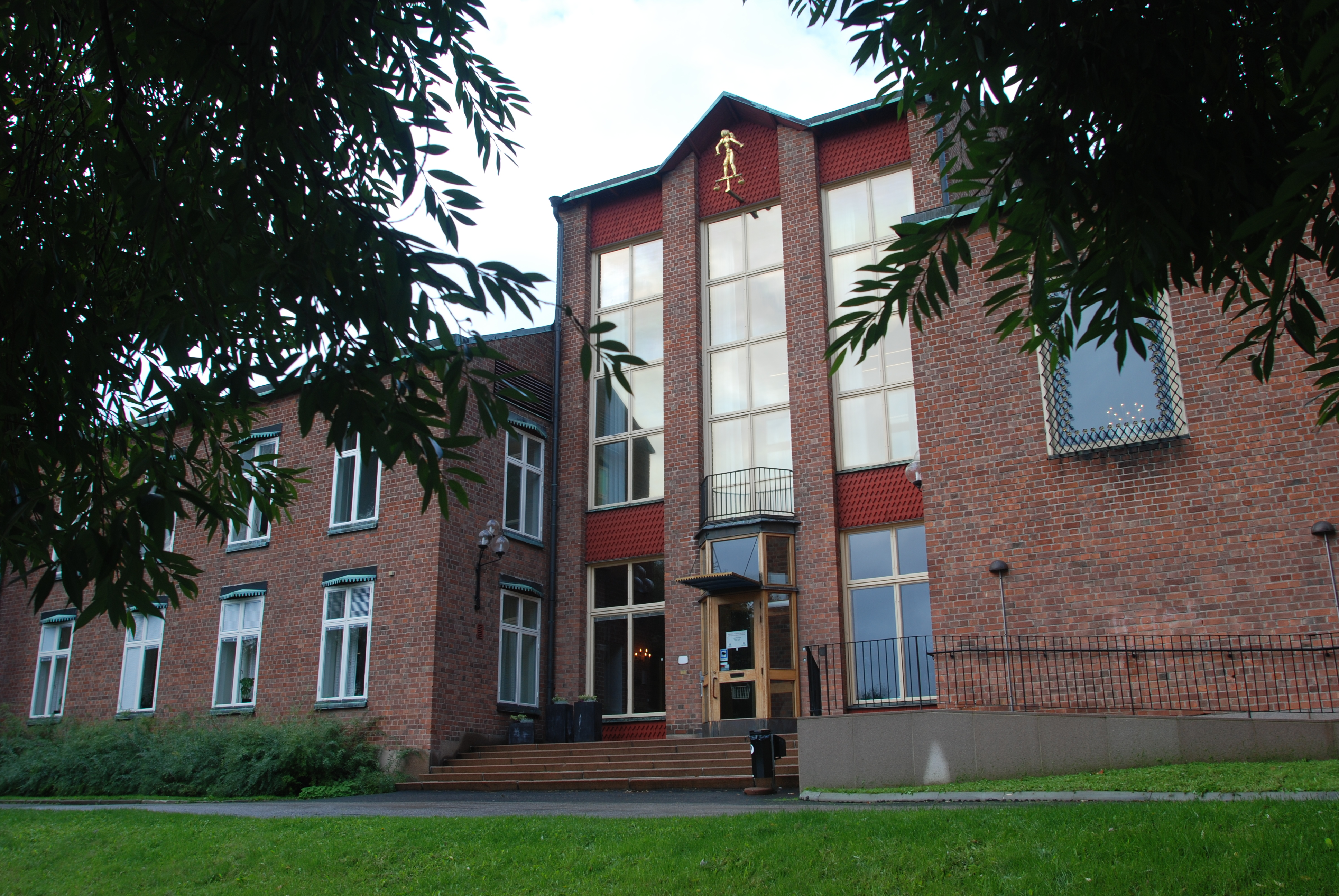
Le siège de la cour d'appel à Sundsvall.

La cour d’appel du Bas-Norrland a été créée en 1948.
Son siège se situe à Sundsvall.
Elle couvre les comtés de Gävleborg, Jämtland et Västernorrland.
Elle est la cour d'appel pour les tribunaux de première instance de :
- Gävle
- Hudiksvall
- Sundsvall
- Ångermanland
- Östersund

## Cour d’appel du Haut-Norrland

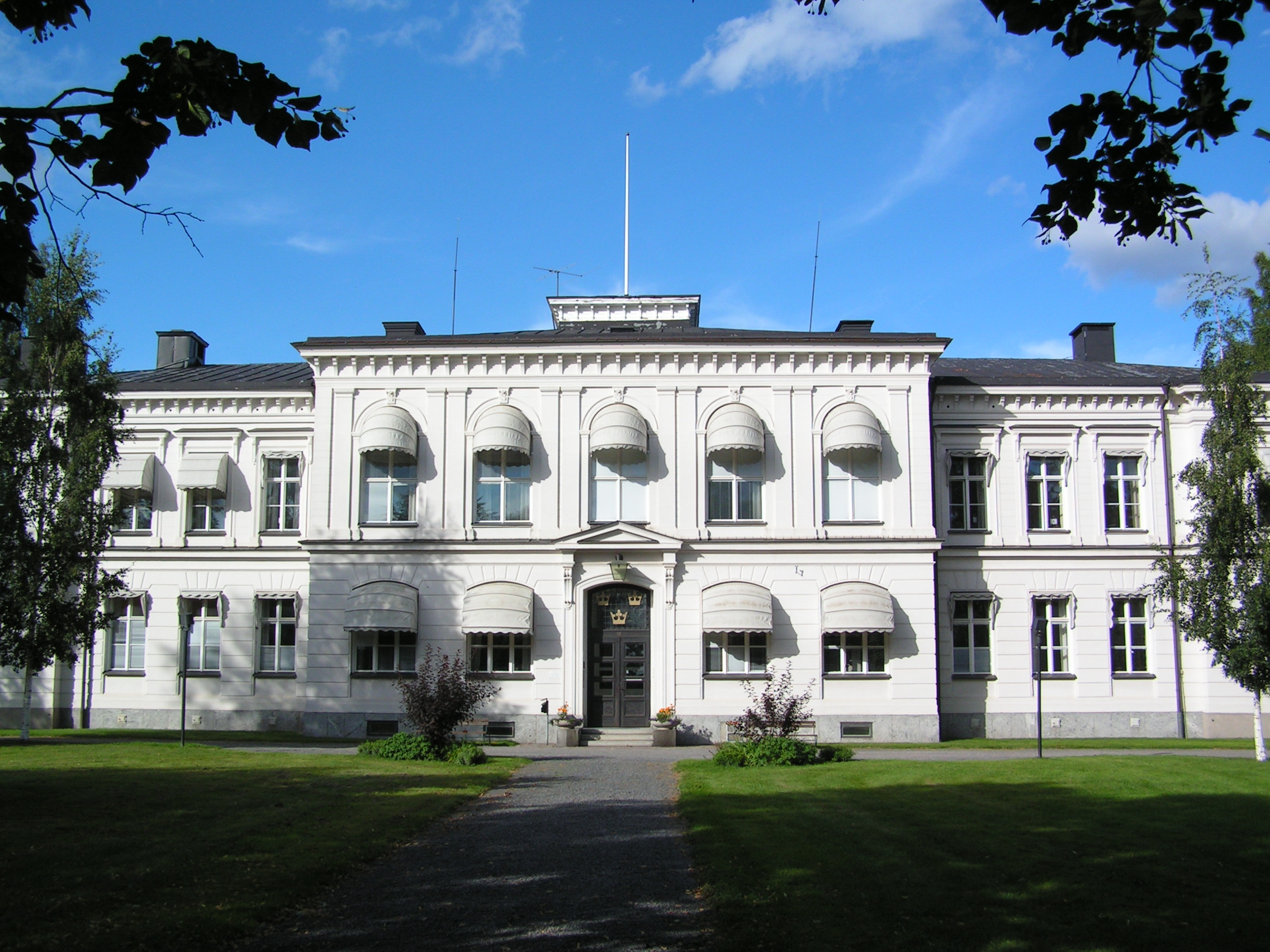
Le siège de la cour d'appel à Umeå.

La cour d’appel du Haut-Norrland a été créée en 1936.
Elle couvre les comtés de Västerbotten et Norrbotten.
Elle est la cour d'appel pour les tribunaux de première instance de :
- Gällivare
- Haparanda
- Luleå
- Lycksele
- Skellefteå
- Umeå

Le siège de la cour d'appel est construit entre 1886 et 1887 sur des plans de l'architecte Johan Nordquist. C'est l'un des plus anciens édifices d'Umeå, l'une des rares constructions en pierre construites avant l'incendie de 1888, qui ravagea plusieurs quartiers de la ville.
À l'origine, le bâtiment est une école normale et abrite, en plus de l'appartement de fonction du recteur, des salles de classe, un amphithéâtre et une salle de gymnastique. Il dispose aussi d'un petit parc. Dans les années 1920, l'activité de formation des maîtres cesse, et le bâtiment est transformé en maison de la culture, avec une bibliothèque et un musée. Le grand amphithéâtre sert alors de salle de concert et de théâtre.
Lorsque la cour d'appel du Haut-Norrland est créée en 1936 par scission de la cour d'appel de Svea, elle emménage dans l'ancienne école normale. La cour d'appel est inaugurée le 16 décembre 1936 par le roi Gustave V.
Dans les années 1950, le bâtiment a été agrandi côté est et ouest. Il a par la suite était rénové plusieurs fois, y compris en 1999.